# Ghost Reveries
Albums de Opeth
Damnation
(2003) The Roundhouse Tapes
(2007)
Ghost Reveries est le huitième album studio du groupe de death metal progressif suédois Opeth, paru en 2005.

## Liste de titres
1. Ghost of Perdition (Åkerfeldt) — 10:29
2. The Baying of the Hounds (Åkerfeldt) — 10:41
3. Beneath the Mire (Åkerfeldt) — 7:57
4. Atonement (Åkerfeldt) — 6:28
5. Reverie/Harlequin Forest (Åkerfeldt) — 11:39
6. Hours of Wealth (Åkerfeldt) — 5:20
7. The Grand Conjuration (Åkerfeldt) — 10:21
8. Isolation Years (Åkerfeldt) — 3:51
9. Soldier of Fortune (Blackmore, Coverdale) (reprise de Deep Purple) — 3:15 (édition spéciale seulement)

## Personnel
- Mikael Åkerfeldt – voix, guitare électrique, mellotron supplémentaire
- Peter Lindgren – guitare électrique
- Martin Mendez – guitare basse
- Martin Lopez – batterie, percussion
- Per Wiberg – mellotron, orgue, piano, synthétiseur
- Martin Axenrot – batterie sur « Soldier of Fortune »